# KL SM
La Kawasaki SM o KL SM è una categoria di motocicletta con motore a due tempi della casa motociclistica Kawasaki Heavy Industries Motorcycle & Engine che una volta importate in Italia vengono preparate dall'importatore KL per il supermotard e l'uso stradale.
Lo stesso accade per le versioni 4 tempi che dal 2006 fino al 2008 sono le uniche ad essere prodotte 250 e 450 cm³ con il nome di Kawasaki SMF.
Questa moto  si differenzia dalla versione KX per le ruote da 17 pollici, l'impianto frenante da moto stradale (maggiorato), il parafango anteriore accorciato e le coperture riviste.
Questa serie è stata prodotta per un solo anno in tre cilindrate: 50, 125 e 250.